# Gwiazda Kopernika
Gwiazda Kopernika – polski film animowany produkcji Studio Filmów Rysunkowych w Bielsku-Białej. Premiera filmu odbyła się 2 października 2009 roku.

## Opis fabuły
Mikołaj Kopernik, syn toruńskiego kupca, jest bystrym i ciekawym świata dzieckiem. Gdy ma dziesięć lat, niderlandzki astrolog Paul van de Volder przepowiada mu wielką przyszłość, budząc w chłopcu zainteresowanie gwiazdami. Paul van de Volder ponownie pojawia się w życiu Mikołaja, gdy ten jest studentem Akademii Krakowskiej. Pomiędzy astrologiem-szarlatanem a Wojciechem z Brudzewa i innymi profesorami uniwersytetu rozpoczyna się walka o duszę studenta. Astrologia walczy z astronomią. Z targających Mikołajem  wątpliwości i pytań rodzi się odkrycie, które zmieni świat.

## Obsada
- Piotr Adamczyk - Mikołaj Kopernik
- Jerzy Stuhr - Paul Van De Volder
- Anna Cieślak - Anna
- Jan Peszek - profesor Novarra
- Piotr Fronczewski - Wojciech z Brudzewa
- Olgierd Łukaszewicz
- Andrzej Grabowski
- Piotr Piecha
- Krzysztof Gosztyła
- Robert Mazurkiewicz
- Grażyna Bułka
- Michał Piela
- Kazimierz Czapla
- Lucyna Sypniewska
- Grzegorz Drojewski
- Małgorzata Zajączkowska - Barbara, matka Mikołaja
- Joanna Pach
- Barbara Zielińska
- Paweł Ciołkosz
- Michał Głowacki

i inni
- Reżyseria i scenariusz: Zdzisław Kudła i Andrzej Orzechowski
- Opracowanie plastyczne: Janusz Stanny
- Muzyka: Abel Korzeniowski
- Konsultacja: Mieczysław Markowski, Krzysztof Stopka, Jacek Szczepanik
- Produkcja: Studio Filmów Rysunkowych w Bielsku-Białej

## Muzyka
Krakowski kompozytor Abel Korzeniowski napisał muzykę do tego filmu w 2008 roku w Los Angeles. Nagranie muzyki miało miejsce w lutym 2009 w Studiu S2 Polskiego Radia, z udziałem Polskiej Orkiestry Radiowej i chóru Cappella Corale Varsaviana. Soundtrack, zawierający 20 utworów, nie został wydany w Polsce. Jego publikacją w 2011 roku, w limitowanej edycji 1000 egzemplarzy, zajęła się amerykańska wytwórnia La-La Land Records, specjalizująca się w wydawaniu rzadkich, wcześniej nie publikowanych, kolekcjonerskich filmowych ilustracji muzycznych.